# 加藤夏歌
加藤 夏歌（かとう なつか、2001年7月28日 - ）は日本のファッションモデル、YouTuber、TikToker。アイドルグループ「iiiidolll」のメンバー。

## 経歴
2018年、『恋する♥週末ホームステイ』（ABEMA）シーズン5に出演。
2019年2月15日、同年5月に復活することになったギャル系雑誌『egg』の専属モデルになることが発表された。同年11月をもって卒業。
2022年12月26日、所属事務所Crazy bankを退所しYouTubeチャンネルも閉鎖。
2023年9月17日、アイドルグループiiiidolllのメンバーとしてデビュー。
事務所は当初PIGROOMのYK Entertainmentに所属していたが、2019年12月12日に合併のためCrazyBank所属となった。

## 人物
趣味はダンス、映画鑑賞。
特技はダンス、ピアノ、書道。

## 出演

### テレビ
- 恋する♥週末ホームステイ（2018年7月10日 - 9月25日、AbemaTV）
- イマっぽTV（2018年12月6日・13日、AbemaTV）
- この初恋はフィクションです（2021年10月11日 - 12月16日、TBS）加藤叶愛 役 [6]

### イベント
- 2018 Autumn & Winter –（2018年12月9日）
- 東京ストリートコレクション2019
- FASHION LEADERS 2019 SPRING/SUMMER

### MV
- t-ace 真っ赤なバニー
- BlueBlue株式会社 KAKUMEI(BlueBlue館山工場)

### 舞台
- レディ・ア・ゴーゴー!!2021（2021年12月17日 - 26日）松原佳子 役[7]

### 雑誌
- egg（2019年5月 - 11月）